# Petar Pusic
Petar Pusic (Sciaffusa, 25 gennaio 1999) è un calciatore svizzero, centrocampista dell'Osijek.

## Caratteristiche tecniche
È un mediano.

## Carriera

### Club
Cresciuto nelle giovanili del Grasshoppers, ha esordito l'11 febbraio 2017 in occasione di un match di campionato perso 3-0 contro il Lugano.

### Nazionale
Ha giocato nelle nazionali giovanili svizzere Under-16, Under-17, Under-18 ed Under-21.

## Statistiche

### Presenze e reti nei club
Statistiche aggiornate al 6 gennaio 2017.
| Stagione        | Squadra         | Campionato      | Campionato | Campionato | Coppe nazionali | Coppe nazionali | Coppe nazionali | Coppe continentali | Coppe continentali | Coppe continentali | Altre coppe | Altre coppe | Altre coppe | Totale | Totale | Totale |
| Stagione        | Squadra         | Comp            | Pres       | Reti       | Comp            | Pres            | Reti            | Comp               | Pres               | Reti               | Comp        | Pres        | Reti        | Pres   | Reti   |        |
| --------------- | --------------- | --------------- | ---------- | ---------- | --------------- | --------------- | --------------- | ------------------ | ------------------ | ------------------ | ----------- | ----------- | ----------- | ------ | ------ | ------ |
| 2016-2017       | Grasshoppers    | ASL             | 1          | 0          | CS              | 0               | 0               |                    | -                  | -                  |             | -           | -           | 1      | 0      |        |
| 2017-2018       | Grasshoppers    | ASL             | 27         | 1          | CS              | 3               | 0               |                    | -                  | -                  |             | -           | -           | 30     | 1      |        |
| Totale carriera | Totale carriera | Totale carriera | 28         | 1          |                 | 3               | 0               |                    | -                  | -                  |             | -           | -           | 31     | 1      |        |

## Palmarès

### Club

#### Competizioni nazionali
- Challenge League: 1

Grasshoppers: 2020-2021